# Linda Sokačová
Linda Sokačová (* 1978) je česká socioložka, která se profesně zabývá tématem lidských práv, postavení žen ve společnosti, tématem práv dítěte a dostupného a sociálního bydlení.

## Život
Linda Sokačová se narodila v Kutné Hoře, kde žila do svých 16–17 let. Na střední školu chodila v Praze.
Její rodiče měli klub, ve kterém se setkala s mnohými alternativními a undergroundovými kapelami. Začala se pohybovat v punkové a hardcorové subkultuře, díky které se dostala mj. k feminismu, vegetariánství a antirasismu.
V roce 2001 byla spoluzakladatelkou uskupení Feministická skupina 8. března a spolupořadatelkou Globální stávky žen v České republice. Cílem bylo upozornit na nerovné postavní žen v české společnosti. Aktivity Feministické skupiny 8. března přispěly také k proměně vnímání svátku, který byl v Česku spojován s komunistickým režimem a ztratil svůj prvotní feministický význam.

## Profesní kariéra
Linda Sokačová vystudovala sociologii na Fakultě sociálních věd UK, kde se věnovala genderovým koncepcím, sociálním hnutím a sociologické teorii a výzkumu. Odborně se zaměřuje na rodinnou politiku a sociálně-právní ochranu dětí, diskriminaci ve společnosti, lidská práva a rovné příležitosti.
V letech 2000–2011 pracovala v neziskové organizaci Gender Studies, o.p.s. (od roku 2007 jako ředitelka). Následně pracovala např. na výzkumu přístupu Romů a migrantů z postsovětských zemí ke zdravotní péči v ČR pro European Agency for Fundamental Rights nebo na výzkumu migračních trendů v regionu Šluknovska pro Agenturu pro sociální začleňování v romských lokalitách. Poté působila v Poradně pro občanství, občanská a lidská práva, kde pracovala na pozici socioložky a vedla výzkum týkající se postavení migrantů a migrantek s trvalým pobytem. Založila a vedla obecně prospěšnou společnost Alternativa 50+, která se zabývá věkovou diskriminací a diverzitou a mezigenerační solidaritou.
V letech 2020–2023 byla ředitelkou české pobočky Amnesty International. Od února 2023 je zaměstnaná jako výzkumnice na Sociologickém ústavu AV ČR a na pozici Senior Project Manager v Centru LOCIKA. 
Je členkou správní rady organizace proFem a rady Hnutí DUHA.